# Jaroslav Deršák
Jaroslav Deršák (25. července 1920 Spišská Nová Ves – 12. února 2013 Ostrava) byl český fotbalista-útočník a operní pěvec.

## Rodina
Otec Augustin Deršák byl učitel, varhaník, sbormistr hudební pedagog a skladatel. Jeho bratři Vítězslav Deršák a Zdeněk Deršák byli také ligoví fotbalisté. Jeho matka pocházela z Lázní Bělohrad.

## Operní pěvec
Po uzavření českých vysokých škol studoval čtyři roky zpěv na pražské konzervatoři u Jana Hilberta Vávry a Jana Konstantina. V roce 1944 se stal stipendistou Národního divadla. Krátká angažmá měl v liberecké operetě a v plzeňské opeře. V letech 1949–1957 působil působil v operním souboru Státního divadla v Ostravě. Hostoval také v Hudebním divadle v Karlíně. Po odchodu z Ostravy pracoval jako inspicient.

## Fotbalová kariéra
V československé lize hrál za 1. ČsŠK Bratislava a SK Slavia Praha. Se Slavií získal dvakrát ligový titul. V československé lize nastoupil v 18 utkáních a dal 3 góly.

## Ligová bilance
| Ročník                       | Zápasy | Góly | Klub            |
| ---------------------------- | ------ | ---- | --------------- |
| Státní liga 1937/38 (fotbal) | 1      | 0    | ŠK Bratislava   |
| Národní liga 1939/40         | 10     | 3    | SK Slavia Praha |
| Národní liga 1940/41         | 7      | 0    | SK Slavia Praha |
| CELKEM                       | 18     | 3    |                 |